# 3.ª etapa do Giro d'Italia de 2020
A 3.ª etapa do Giro d'Italia de 2020 desenvolveu-se a 5 de outubro de 2020 entre Enna e Etna sobre um percurso de 150 km e foi vencida pelo equatoriano Jonathan Caicedo da equipa EF. O português João Almeida da equipa Deceuninck-Quick Step converteu-se no novo líder graças às centésimas da contrarrelógio inicial.

## Classificação da etapa
| \| Classificação por etapas \| Classificação por etapas \| Classificação por etapas \| Classificação por etapas \| Classificação por etapas \| \| Ciclista \| Ciclista \| Equipe \| Tempo \| \| \| ------------------------ \| ------------------------ \| ------------------------ \| ------------------------ \| ------------------------ \| \| 1. \| Jonathan Caicedo \| EF Pro Cycling \| 4h02m33s \| \| \| 2. \| Giovanni Visconti \| Vini Zabù-Brado-KTM \| + 21s \| \| \| 3. \| Harm Vanhoucke \| Lotto-Soudal \| + 30s \| \| \| 4. \| Wilco Kelderman \| Team Sunweb \| + 39s \| \| \| 5. \| Jakob Fuglsang \| Astana \| + 51s \| \| \| 6. \| Rafał Majka \| Bora-Hansgrohe \| + 51s \| \| \| 7. \| Vincenzo Nibali \| Trek-Segafredo \| + 51s \| \| \| 8. \| Jonathan Castroviejo \| Ineos Grenadiers \| + 51s \| \| \| 9. \| Domenico Pozzovivo \| NTT Pro Cycling \| + 51s \| \| \| 10. \| Steven Kruijswijk \| Jumbo-Visma \| + 56s \| \| |                      |                     |          |
| |                      |                     |          |
| Fonte: ProCyclingStats |                      |                     |          |
| Classificação por etapas |                      |                     |          |
| Ciclista | Ciclista             | Equipe              | Tempo    |
| 1. | Jonathan Caicedo     | EF Pro Cycling      | 4h02m33s |
| 2. | Giovanni Visconti    | Vini Zabù-Brado-KTM | + 21s    |
| 3. | Harm Vanhoucke       | Lotto-Soudal        | + 30s    |
| 4. | Wilco Kelderman      | Team Sunweb         | + 39s    |
| 5. | Jakob Fuglsang       | Astana              | + 51s    |
| 6. | Rafał Majka          | Bora-Hansgrohe      | + 51s    |
| 7. | Vincenzo Nibali      | Trek-Segafredo      | + 51s    |
| 8. | Jonathan Castroviejo | Ineos Grenadiers    | + 51s    |
| 9. | Domenico Pozzovivo   | NTT Pro Cycling     | + 51s    |
| 10. | Steven Kruijswijk    | Jumbo-Visma         | + 56s    |

## Classificações ao final da etapa

### Classificação geral(Maglia Rosa)
| \| Classificação geral \| Classificação geral \| Classificação geral \| Classificação geral \| Classificação geral \| \| Ciclista \| Ciclista \| Equipe \| Tempo \| \| \| ------------------- \| ------------------- \| --------------------- \| ------------------- \| ------------------- \| \| 1. \| João Almeida \| Deceuninck-Quick Step \| 7h44m25s \| \| \| 2. \| Jonathan Caicedo \| EF Pro Cycling \| + 0s \| \| \| 3. \| Pello Bilbao \| Bahrain McLaren \| + 37s \| \| \| 4. \| Wilco Kelderman \| Team Sunweb \| + 42s \| \| \| 5. \| Harm Vanhoucke \| Lotto-Soudal \| + 53s \| \| \| 6. \| Vincenzo Nibali \| Trek-Segafredo \| + 55s \| \| \| 7. \| Domenico Pozzovivo \| NTT Pro Cycling \| + 59s \| \| \| 8. \| Brandon McNulty \| UAE Team Emirates \| + 1m11s \| \| \| 9. \| Jakob Fuglsang \| Astana \| + 1m13s \| \| \| 10. \| Steven Kruijswijk \| Jumbo-Visma \| + 1m15s \| \| |                    |                       |          |
| |                    |                       |          |
| Fonte: ProCyclingStats |                    |                       |          |
| Classificação geral |                    |                       |          |
| Ciclista | Ciclista           | Equipe                | Tempo    |
| 1. | João Almeida       | Deceuninck-Quick Step | 7h44m25s |
| 2. | Jonathan Caicedo   | EF Pro Cycling        | + 0s     |
| 3. | Pello Bilbao       | Bahrain McLaren       | + 37s    |
| 4. | Wilco Kelderman    | Team Sunweb           | + 42s    |
| 5. | Harm Vanhoucke     | Lotto-Soudal          | + 53s    |
| 6. | Vincenzo Nibali    | Trek-Segafredo        | + 55s    |
| 7. | Domenico Pozzovivo | NTT Pro Cycling       | + 59s    |
| 8. | Brandon McNulty    | UAE Team Emirates     | + 1m11s  |
| 9. | Jakob Fuglsang     | Astana                | + 1m13s  |
| 10. | Steven Kruijswijk  | Jumbo-Visma           | + 1m15s  |

### Classificação por pontos(Maglia Ciclamino)
| Classificação por pontos | Classificação por pontos | Classificação por pontos    | Classificação por pontos | Classificação por pontos |
| Ciclista                 | Ciclista                 | Equipe                      | Pontos                   |                          |
| ------------------------ | ------------------------ | --------------------------- | ------------------------ | ------------------------ |
| 1.                       | Diego Ulissi             | UAE Team Emirates           | 25 pts                   |                          |
| 2.                       | Jonathan Caicedo         | EF Pro Cycling              | 23 pts                   |                          |
| 3.                       | Peter Sagan              | Bora-Hansgrohe              | 19 pts                   |                          |
| 4.                       | João Almeida             | Deceuninck-Quick Step       | 17 pts                   |                          |
| 5.                       | Giovanni Visconti        | Vini Zabù-Brado-KTM         | 16 pts                   |                          |
| 6.                       | Filippo Ganna            | Ineos Grenadiers            | 15 pts                   |                          |
| 7.                       | Josip Rumac              | Androni Giocattoli-Sidermec | 12 pts                   |                          |
| 8.                       | Thomas De Gendt          | Lotto-Soudal                | 12 pts                   |                          |
| 9.                       | Mikkel Honoré            | Deceuninck-Quick Step       | 12 pts                   |                          |
| 10.                      | Mikkel Bjerg             | UAE Team Emirates           | 10 pts                   |                          |

### Classificação da montanha(Maglia Azzurra)
| Classificação da montanha | Classificação da montanha | Classificação da montanha | Classificação da montanha | Classificação da montanha |
| Ciclista                  | Ciclista                  | Equipe                    | Pontos                    |                           |
| ------------------------- | ------------------------- | ------------------------- | ------------------------- | ------------------------- |
| 1.                        | Jonathan Caicedo          | EF Pro Cycling            | 40 pts                    |                           |
| 2.                        | Giovanni Visconti         | Vini Zabù-Brado-KTM       | 18 pts                    |                           |
| 3.                        | Harm Vanhoucke            | Lotto-Soudal              | 12 pts                    |                           |
| 4.                        | Wilco Kelderman           | Team Sunweb               | 9 pts                     |                           |
| 5.                        | Jakob Fuglsang            | Astana                    | 6 pts                     |                           |
| 6.                        | Rafał Majka               | Bora-Hansgrohe            | 4 pts                     |                           |
| 7.                        | Peter Sagan               | Bora-Hansgrohe            | 4 pts                     |                           |
| 8.                        | Diego Ulissi              | UAE Team Emirates         | 3 pts                     |                           |
| 9.                        | Thomas De Gendt           | Lotto-Soudal              | 3 pts                     |                           |
| 10.                       | Rick Zabel                | Israel Start-Up Nation    | 3 pts                     |                           |

### Classificação dos jovens(Maglia Bianca)
| Classificação dos jovens | Classificação dos jovens | Classificação dos jovens | Classificação dos jovens | Classificação dos jovens |
| Ciclista                 | Ciclista                 | Equipe                   | Tempo                    |                          |
| ------------------------ | ------------------------ | ------------------------ | ------------------------ | ------------------------ |
| 1.                       | João Almeida             | Deceuninck-Quick Step    | 7h44m25s                 |                          |
| 2.                       | Harm Vanhoucke           | Lotto-Soudal             | + 53s                    |                          |
| 3.                       | Brandon McNulty          | UAE Team Emirates        | + 1m11s                  |                          |
| 4.                       | Jai Hindley              | Team Sunweb              | + 1m27s                  |                          |
| 5.                       | James Knox               | Deceuninck-Quick Step    | + 1m40s                  |                          |
| 6.                       | Sergio Samitier          | Movistar Team            | + 2m06s                  |                          |
| 7.                       | Lucas Hamilton           | Mitchelton-Scott         | + 2m41s                  |                          |
| 8.                       | Tao Geoghegan Hart       | Ineos Grenadiers         | + 3m12s                  |                          |
| 9.                       | Aurélien Paret-Peintre   | AG2R La Mondiale         | + 4m11s                  |                          |
| 10.                      | Giovanni Carboni         | Bardiani CSF Faizanè     | + 4m25s                  |                          |

### Classificação por equipas"Súper team"
| Classificação por equipes | Classificação por equipes | Classificação por equipes | Classificação por equipes |
| Equipe                    | Equipe                    | Tempo                     |                           |
| ------------------------- | ------------------------- | ------------------------- | ------------------------- |
| 1.                        | Deceuninck-Quick Step     | 23h15m40s                 |                           |
| 2.                        | Team Sunweb               | + 3m02s                   |                           |
| 3.                        | Trek-Segafredo            | + 4m38s                   |                           |
| 4.                        | Ineos Grenadiers          | + 5m34s                   |                           |
| 5.                        | Jumbo-Visma               | + 5m48s                   |                           |
| 6.                        | NTT Pro Cycling           | + 7m05s                   |                           |
| 7.                        | Mitchelton-Scott          | + 7m43s                   |                           |
| 8.                        | AG2R La Mondiale          | + 9m16s                   |                           |
| 9.                        | Bora-Hansgrohe            | + 9m17s                   |                           |
| 10.                       | EF Pro Cycling            | + 9m30s                   |                           |

## Abandonos
Nenhum.